# Resolutie 2067 Veiligheidsraad Verenigde Naties
Resolutie 2067 van de Veiligheidsraad van de Verenigde Naties werd met unanimiteit aangenomen door de VN-Veiligheidsraad op 18 september 2012. De Veiligheidsraad was tevreden over de verkiezing van de nieuwe president van Somalië, Hassan Sheikh Mohamud, en vroeg dat hij snel een regering zou vormen.

## Achtergrond
In 1960 werden de voormalige kolonies Brits Somaliland en Italiaans Somaliland onafhankelijk en samengevoegd tot Somalië. In 1969 greep het leger de macht en werd Somalië een socialistisch-islamitisch land. In de jaren 1980 leidde het verzet tegen het totalitair geworden regime tot een burgeroorlog en in 1991 viel het centrale regime. Vanaf dan beheersten verschillende groeperingen elk een deel van het land en enkele delen scheurden zich ook af van Somalië. Toen milities van de Unie van Islamitische Rechtbanken de hoofdstad Mogadishu veroverden greep buurland Ethiopië in en heroverde de stad. In 2007 stuurde de Afrikaanse Unie met toestemming van de Veiligheidsraad 8000—later 12.000—vredeshandhavers naar Somalië. In 2008 werd piraterij voor de kust van Somalië een groot probleem. In september 2012 trad na verkiezingen een nieuwe president aan die met zijn regering de rol van de tijdelijke autoriteiten die Somalië jarenlang hadden bestuurd moest overnemen.

## Inhoud

### Waarnemingen
Het afgelopen jaar was in Somalië een voorlopige grondwet opgesteld en was een nieuw federaal parlement opgericht, al baarden berichten over intimidatie en corruptie bij het selectieproces hiervoor tot zorgen. Ook rapporten over financieel wanbeheer zorgden voor bezorgdheid.
De vele aanvallen op de Somalische overheid, de AMISOM-vredesmacht van de Afrikaanse Unie, VN-personeel en de bevolking door gewapende oppositiegroepen, buitenlandse strijders en vooral Al-Shabaab werden nogmaals veroordeeld. Het land moest met haar eigen veiligheidstroepen in samenwerking met AMISOM de veiligheid verbeteren en lokaal bestuur opbouwen in gebieden die op Al-Shabaab heroverd waren.
Recent waren de problemen met piraterij in Somalië afgenomen. Deze piraterij en overvallen op schepen bleven wel een probleem dat nog werd vergroot door de instabiliteit van Somalië. Ook de humanitaire crisis in het land bleef aanhouden. Noodhulp was hier belangrijk en misbruik ervan werd veroordeeld.

### Handelingen
De nieuwe president van Somalië, de op 10 september 2012 verkozen Hassan Sheikh Mohamud, werd aangespoord zo snel mogelijk een regering en een eerste minister aan te stellen zodat kan begonnen worden met het herstel van de vrede. Ook moesten een volksraadpleging over de grondwet en algemene verkiezingen plaatsvinden.
De Raad stelde ook bereid te zijn maatregelen te treffen tegen zij die de vrede, stabiliteit en veiligheid van Somalië in de weg stonden. Intussen bleef AMISOM nodig voor de strijd tegen Al-Shabaab. Somaliës eigen leger moest hervormd worden zodat een volledige bevelstructuur en controle tot stand kwam.
De talrijke ernstige en systematische mensenrechtenschendingen die door Al-Shabaab en andere groepen werden gepleegd tegen de bevolking werden sterk veroordeeld. Ook werd van al die groepen geëist dat ze noodhulp aan de bevolking ongemoeid zouden laten.

## Verwante resoluties
- Resolutie 2036 Veiligheidsraad Verenigde Naties
- Resolutie 2060 Veiligheidsraad Verenigde Naties
- Resolutie 2072 Veiligheidsraad Verenigde Naties
- Resolutie 2073 Veiligheidsraad Verenigde Naties

Lijst ·  2033 ·  2034 ·  2035 ·  2036 ·  2037 ·  2038 ·  2039 ·  2040 ·  2041 ·  2042 ·  2043 ·  2044 ·  2045 ·  2046 ·  2047 ·  2048 ·  2049 ·  2050 ·  2051 ·  2052 ·  2053 ·  2054 ·  2055 ·  2056 ·  2057 ·  2058 ·  2059 ·  2060 ·  2061 ·  2062 ·  2063 ·  2064 ·  2065 ·  2066 ·  2067 ·  2068 ·  2069 ·  2070 ·  2071 ·  2072 ·  2073 ·  2074 ·  2075 ·  2076 ·  2077 ·  2078 ·  2079 ·  2080 ·  2081 ·  2082 ·  2083 ·  2084 ·  2085